# Popmuziek

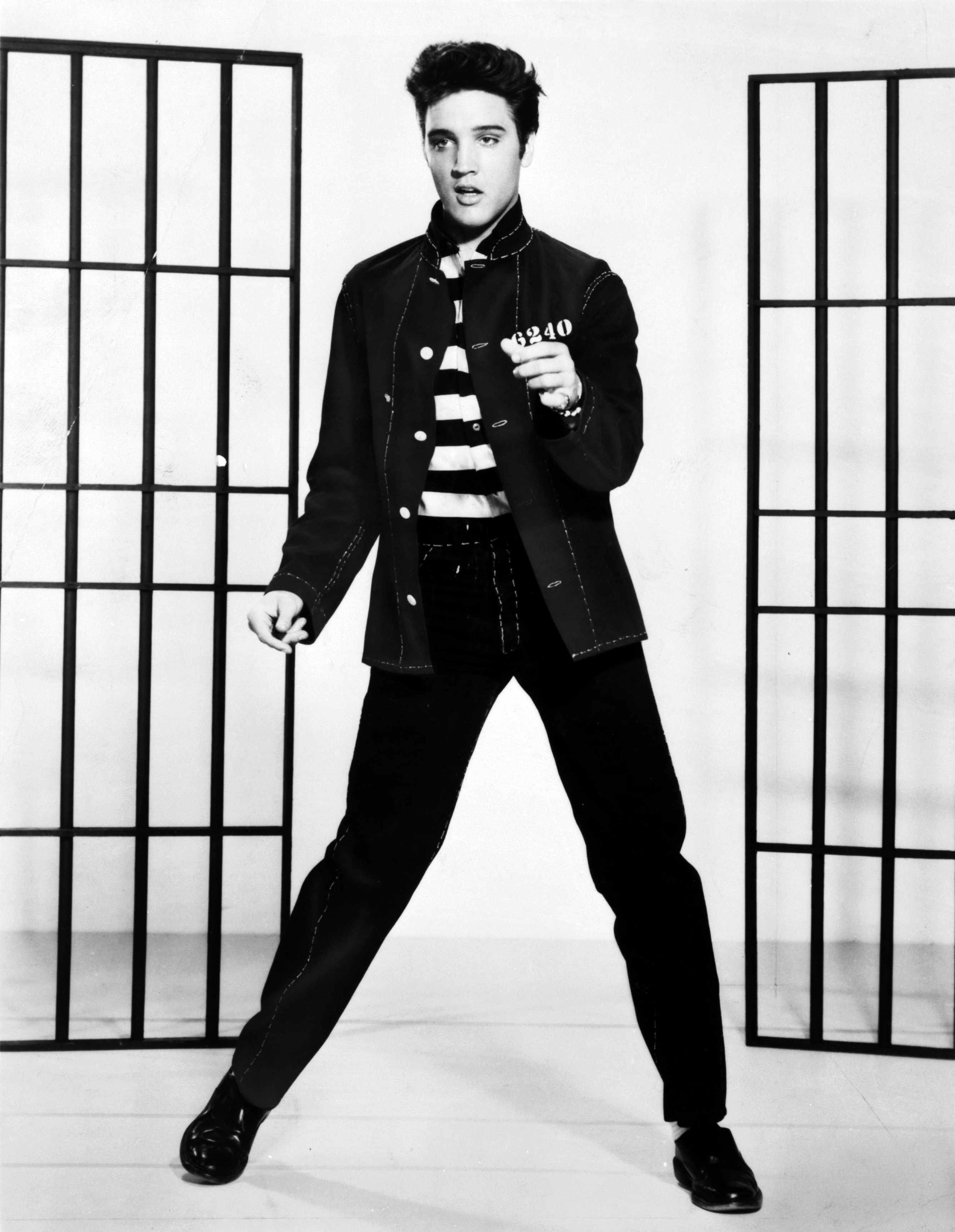
Het eerste popidool, Elvis Presley

Popmuziek is een afkorting van 'populaire muziek'. Het is evenals eigentijdse muziek een verzamelnaam voor tal van muziekstijlen, maar meer gericht op de populariteit dan naar de diversiteit van de muziek.
De gemeenschappelijke noemer van popmuziek is dat een breed publiek toegang heeft tot de muziek. In wezen is dat tegenwoordig altijd het geval, maar in de tijd dat de term ontstond, grofweg ongeveer na 1945, waarin cultuur gemeengoed werd voor alle mensen, veroorzaakt door verbetering en beschikbaarheid van de technologie zoals de platenspeler en de radio. Daarnaast gaf de economische impuls die in de jaren vijftig ontstond jongeren de gelegenheid consument te worden. In de eerste jaren van de popmuziek wordt zij dan ook steeds meer de uitingsvorm voor jongeren. Muziekinstrumenten die in de popmuziek worden gebruikt zijn hoofdzakelijk de elektrische gitaar, de basgitaar, drums en synthesizer.
Na de jazz en blues als mainstreamvarianten ontstond in de jaren vijftig de rock-'n-roll. Chuck Berry en Bo Diddley vormden de blues om tot een snellere variant en zo ontstond de rock-'n-roll en de rhythm-and-blues. De platenmaatschappijen gingen hierin met name de blank georiënteerde 'high school'-variant sterk promoten, met Buddy Holly, Jerry Lee Lewis en Elvis Presley, terwijl zwarte artiesten als Chuck Berry en Bo Diddley vooral ook pop brachten.
Een kenmerkend aspect in de popmuziek werd zichtbaar in de carrière van Elvis Presley, die voor het eerst het medium televisie gebruikte als een verlengde van het traditionele podium (gestimuleerd door zijn manager Dries van Kuijk). Zijn bekendheid en populariteit namen voor die tijd ongekende vormen aan. Het begrip popidool was geboren. Vanaf nu had de jeugd de popmuzikant om zichzelf aan te spiegelen en aan op te trekken. Soortgelijke hoogtepunten, wel in mindere mate, deden zich voor bij The Beatles (Beatle-Mania) en de toen jonge Michael Jackson (Michael-Mania). Typerend is een constant, soms hysterisch, geschreeuw van fans bij concerten. Optredens van muzikanten namen immense vormen aan met grote massa's mensen. Waren het in de jaren zestig nog kleine zalen met enkele honderden mensen, in de jaren zeventig werden er al stadions afgehuurd voor grootschalige wereldtournees, en ook het muziekfestival deed zijn intrede, waarbij Woodstock een beroemd vroeg voorbeeld is.

## Geschiedenis
De stamboom van de popmuziek is samengesteld aan de hand van OOR's Pop-encyclopedie. Bij sommige hoofdartikelen zijn geluidsfragmenten.

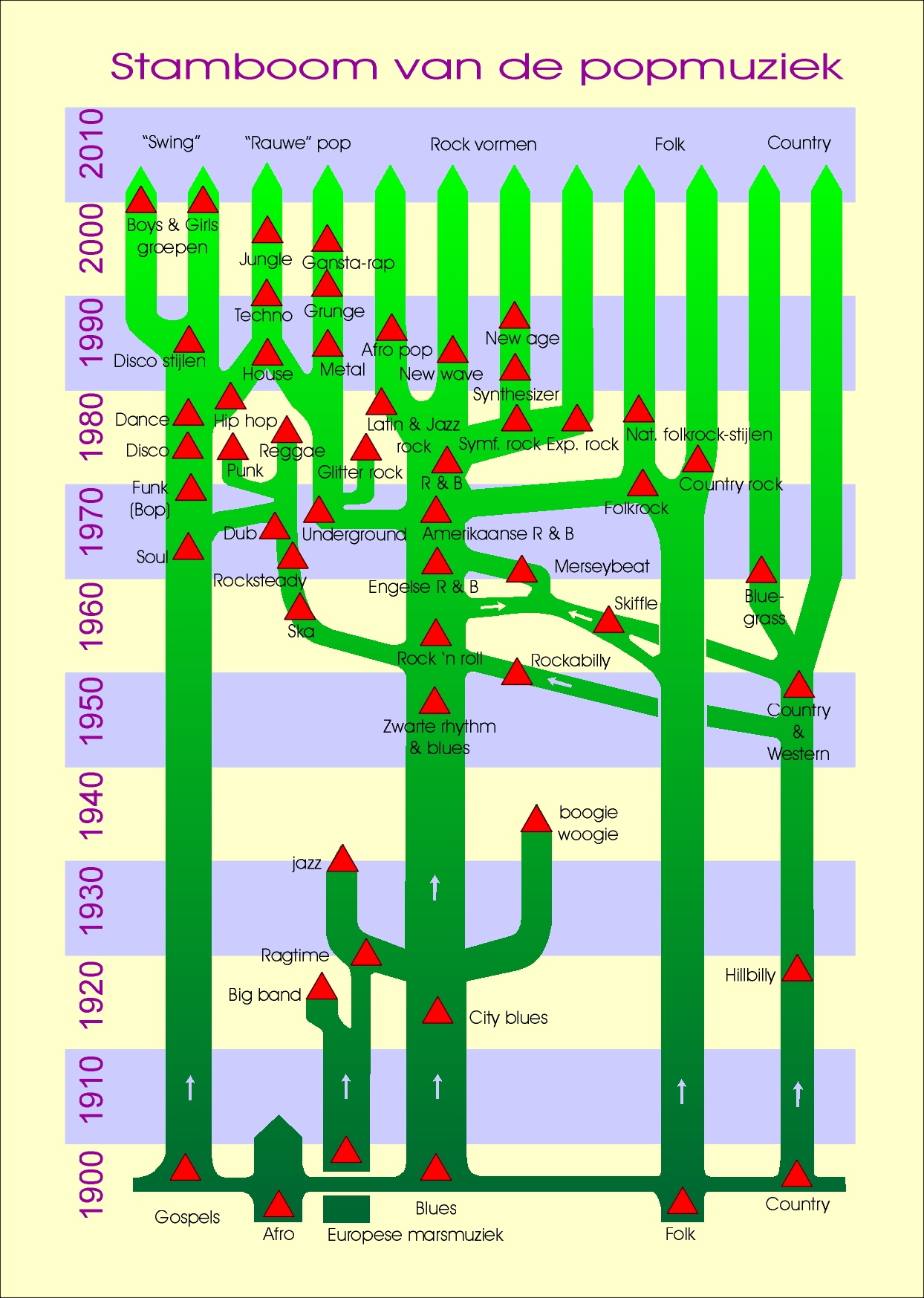
Stamboom van de popmuziek

### Aanloop naar de popmuziek (1900-1960)

#### Marsmuziek
De mars was naast het militaire gebruik een geliefde muzieksoort bij sport- en andere evenementen. Bij het verschijnen van de grammofoon was dit een van de eerste populaire muzieksoorten die op wasrol en later op de schellak grammofoonplaat verscheen.

#### Volksmuziek of (vooroorlogse) Folk
Elk land of landstreek heeft z'n eigen folkloristische volksmuziek met daarbij behorende muziekinstrumenten en zelfs dialecten. Deze muziek was toen nog vooral in de streek zelf populair en vaak kenmerkend voor de streek. Pas veel later zou de volksmuziek algemener geaccepteerd worden en soms zelfs een zekere cultstatus bereiken. Aanvankelijk werd de popmuziek overheerst door het Engels, later werd er ook in de eigen landstaal en zelfs in dialect popmuziek gemaakt.

#### Gospel
De gospelmuziek ontstond in de katoenvelden van de zuidelijke staten van de Verenigde Staten van Amerika. Het is een mengsel van religieuze muziek (teksten) en muziek afkomstig van Afrika meegebracht door de toenmalige slaven. Deze muziek staat ook bekend als negrospirituals.

#### Blues
Ook de blues kende zijn oorsprong in de van Afrika meegebrachte muziek, waarbij de melancholische klaagzang in de blues kenmerkend is om het lijden uit te kunnen drukken en te verzachten.

#### Countrymuziek
De oorspronkelijke Countrymuziek ontstaat door een smeltkroes van alle nationaliteiten, die in de 18e eeuw naar de Nieuwe Wereld trokken om daar een nieuw leven te beginnen. Veel emigranten brachten natuurlijk hun muziekinstrumenten mee en na een week hard werken kwam men op zaterdag bij elkaar om te ontspannen en muziek te maken. Vandaar ook dat de Countrymuziek veel verwantschap kent met de Folk.

#### City Blues
Vanuit de blues ontstaat in de jaren 20 van de twintigste eeuw de Kansas City blues doordat de toenmalige Afro-Amerikaanse slaven van het platteland naar de steden trokken.

#### Bigband
Uit de mars ontwikkelde zich de bigband die tegen de jaren 30 van de twintigste eeuw meer swing kreeg en een (vroeg) jazzkarakter had. Was de marsmuziek eerst vooral een militaire aangelegenheid, zo werden de bigbands vaak opgericht en bemand door burgers.

#### Hillbilly
De hillbilly-muziek ontstond aan het eind van de jaren 20 van de twintigste eeuw toen de countrymuziek commerciëler werd. De muziekstijl werd genoemd naar de analfabete en arme bergbewoners (de Hillbillies) die leefden in het Appalachengebergte in Tennessee. De microfoon bestond nog niet, waardoor de zanger zijn liedje zo luid mogelijk inzong in een opnamehoorn, begeleid door vooral de gitaar en de banjo, maar ook de viool en de contrabas.

#### Jazz
Met jazz wordt een op improvisatie gebaseerde muziekstijl bedoeld die beïnvloed is door West-Afrikaanse ritmes en eind jaren 30 van de twintigste eeuw ontstaan is in New Orleans uit een kruisbestuiving van ragtime en blues, folk, negrospiritual en Franse mars. Oorspronkelijk betekende het woord jazz een "zeer energieke dans".

#### Ragtime
Begin jaren 30 van de twintigste eeuw vindt er een kruisbestuiving plaats tussen de mars en de blues. De stijl kenmerkt zich door een strakke baspartij (vanuit de marsmuziek) terwijl de melodie hier ritmisch (vanuit de blues) tegenin gaat. Het klinkt alsof de melodie net voor de begeleiding uitloopt of juist achter de begeleiding aangaat. Hierdoor ontstaat het gevoel van ragged time: verscheurde maat.

#### Boogiewoogie (piano)
Boogiewoogie is een pianospeelstijl (waarschijnlijk) ontstaan aan het eind van de 19e eeuw in de Verenigde Staten. Het is een energieke, ritmische pianoblues, waarbij de linkerhand een zeer strak ritme speelt en de rechterhand allerlei bluesloopjes in verschillende maatvoering speelt. Die gesyncopeerde stijl kwam in die tijd ook via de ragtime in de belangstelling.

#### Rhythm-and-blues
Rhythm-and-blues is een muziekgenre met invloeden uit jazz, gospel en blues dat ontstond in de Afro-Amerikaanse cultuur in de jaren 40 van de twintigste eeuw. Op zijn beurt leidde rhythm-and-blues mede tot het ontstaan van onder meer rock-'n-roll en soul, en beïnvloedde ook Europese rockgroepen. In bredere zin wordt de term rhythm-and-blues ook wel gebruikt als benaming voor Afro-Amerikaanse popmuziek in het algemeen.

#### Country en Western
Country en Western als genre loopt vanaf eind jaren vijftig tot de late jaren zestig van de twintigste eeuw. De westerse muziek, met name de cowboy ballad, raakte langzaam in verval en werd door marketingbureaus 'verbannen' naar het "country en western" genre. Albums van voorheen populaire sterren hadden slechts matig succes. Rock-and-roll artiesten maakten dergelijke songs, maar ook westerse artiesten kregen zo nu en dan een country hit, zoals Buck Owens, Merle Haggard, en een paar andere bands. In de ontwikkeling van de country en western muziek als genre verloor het 't grootste deel van zijn zuidwestelijk, ranchera, en Tejano muzikale invloeden. Echter, de cowboy ballad en honky-tonk muziek zou worden herontdekt en geherinterpreteerd in de jaren zeventig met de groei in populariteit van 'outlaw-country', muziek van Texas en Oklahoma. Zie verder country.

#### Rockabilly
Rockabilly is de voorloper of zelfs wegbereider van de rock-'n-roll en is ontstaan in de vroege jaren 50 van de twintigste eeuw, misschien wel eind jaren 40. De bekendste rockabillyperformer is zonder twijfel Elvis Presley, die met zijn allereerste opnames bij Sun Records in 1954 de stijl transformeerde tot een muziekstroming die aansloeg bij een breed publiek. De term rockabilly was goed gekozen, want het betreft hier een stijl die de rock-'n-roll combineert met Hillbilly (of country), 'zwarte' ritmiek met 'blanke' melodieën. In de jaren 50 werd de term echter niet frequent gebruikt. Het viel toen allemaal onder de noemer rock-'n-roll. Ondertussen wordt het onderscheid wél gemaakt en doelt rock-'n-roll op de meer commerciële en meer als Rhythm-and-blues klinkende muziek, waar rockabilly duidelijk een grotere country en western invloed heeft en zich meer in de obscuriteit verstopt.

#### Rock-'n-roll
De eerste rock-'n-rollnummers werden opgenomen door Afro-Amerikaanse artiesten zoals Chuck Berry. Over het algemeen wordt Rocket 88 beschouwd als de eerste echte rock-'n-rollplaat. De bekendste artiest uit de beginjaren was echter de blanke Bill Haley, die western swing met countrymuziek dacht te verbinden en zo bij een muzieksoort uitkwam die vooral de jongeren scheen te begeesteren. Door de film Round Up of Rhythm uit 1954 (de eerste rock-'n-rollfilm) en de bekendere film Rock Around the Clock uit 1956 werd deze muziek wereldberoemd. Chuck Berry en Little Richard waren onder de eerste artiesten die hun rock-'n-rollnummers zelf schreven. Ook Buddy Holly schreef zijn eigen nummers, waarmee hij de grondlegger zou worden van de moderne popmuziek. De bekendste en populairste artiesten van de R&R-periode waren Bill Haley en Elvis Presley en Buddy Holly. Chuck Berry schreef teksten die zowel zwarte als blanke jongeren aanspraken. Zijn gitaarspel zou toonaangevend worden voor andere gitaristen in de popmuziek. Andere belangrijke namen zijn Bo Diddley, Fats Domino en Jerry Lee Lewis.
Rock bleef een voornamelijk mannelijke aangelegenheid. Heel de consumptie-industrie speelde behendig op de rockrage in. Rock-'n-roll was dus meer dan louter een muziekstroming, maar een manier van zijn, van leven, een complete jongerensubcultuur. Voor het eerst in de geschiedenis konden jongeren (vooral dan in het welvarende Amerika van de jaren 50) gezien worden als een aparte groep consumenten die met eigen financiële middelen een eigen uitgavenpatroon hadden.
De rock-'n-rollperiode eindigde in Amerika omstreeks 1959. Men vond de muziek te aanstootgevend. In sommige staten van Amerika werden optredens zelfs verboden en stonden politieagenten te kijken of het optreden van de artiesten niet te ruig werd. Onder druk van de commercie werd de rock-'n-roll aangepast voor een breder publiek. In Europa kwam de rock-'n-rollmuziek pas veel later op gang (zie ook jaren zestig).

#### Ska (muziek), Rocksteady en Reggae
Ska (muziek) vindt zijn oorsprong op Jamaica waar het aan het einde van de jaren vijftig langzaam aan ontstond als variant op de rhythm-and-blues zoals die destijds in New Orleans werd gespeeld. Jamaicanen legden steeds meer de nadruk op de afterbeat. In de zang en de arrangementen klonk de invloed van Caraïbische muziekstijlen als de Jamaicaanse mento en de calypso van Trinidad door. Vanaf het moment dat platenproducer Coxsone Dodd en zijn opnamestudio Studio One in Kingston zich intensief met de muziek gingen bemoeien, groeide de ska uit tot de eerste typisch Jamaicaanse muziekstijl.
Via Jamaicaanse immigranten kreeg de muziek ook in Engeland voet aan de grond. In de loop van de jaren zestig kregen Jamaicaanse muzikanten kennelijk de behoefte om steeds langzamer te gaan spelen. Ska ontwikkelde zich hierdoor eerst tot rocksteady, dat jarenlang het favoriete geluid voor tropische zomerhitjes zou blijken, en later tot het aanvankelijk weer iets snellere, maar later nog lomere reggae.
Rond 1979 beleefde de ska in Engeland een revival onder aanvoering van de band The Specials. Hierdoor brak de ska (muziek) ook op het Europese vasteland door.

### Jaren zestig

#### Skiffle, Merseybeat en Beatmuziek
In het Verenigd Koninkrijk kregen jonge muzikanten ook interesse voor rock-'n-roll en blues, en er ontstond een mengvorm met de eigen stijlen, zoals de skiffle en de merseybeat. Het resultaat was de zogenaamde beatmuziek, met als pionier The Beatles. Hiermee verplaatste het zwaartepunt van de popmuziek zich ook van de Verenigde Staten naar Groot-Brittannië. In de Verenigde Staten werd gesproken over een Britse invasie, een golf van Britse muziek die Amerikaanse bands en artiesten overschaduwde. Bands als The Monkees waren het antwoord op deze Britse golf. Ze zongen echter nooit live. Zij waren tevens de eersten van een reeks bands die vanaf de grond af samengesteld werden door hun producers, met een uitgekiende look en mediaondersteuning waardoor een specifiek fanpubliek aangesproken werd.
De enige Amerikaanse band die tegen het tij in alsmaar populairder werd, waren The Beach Boys met hun surfpop, die The Beatles in populariteit evenaarden. Tussen de twee bands ontstond vanaf 1965 een creatieve concurrentiestrijd waarbij The Beatles het album Rubber Soul uitbrachten en The Beach Boys reageerden met Pet Sounds. Met deze albums werd een nieuwe richting in de popmuziek ingeslagen; popmuziek werd een kunstvorm waarin de mogelijkheden van de studio steeds meer werden benut en waarin albums in het vervolg meer waren dan verzamelingen liedjes ('twee hits en acht vullers'; conceptalbums).

#### Folk
In reactie op de steeds grotere en megalomanere uitingen van de popmuziek bij de grote populaire acts, ontstond er een tegenstroming die vooral gericht was op het intieme en nostalgische, waarbij teruggegrepen werd op volksmuziek en een eenvoudig instrumentarium, bijvoorbeeld een solo-artiest op een akoestische gitaar. Men noemt dit folk-muziek.
Er was een hausse aan singer-songwriters waarvan Bob Dylan een bekend mannelijk voorbeeld is en Janis Ian en Melanie zijn vrouwelijke tegenhangers. Andere voorbeelden zijn Donovan, Pete Seeger, Boudewijn de Groot en als dialect folkzanger Gerard van Maasakkers.

#### Rock
Ook ontstonden toen de stijlen rock (onder andere Steppenwolf, Rolling Stones, Rod Stewart en The Faces) en symfonische rock.

#### Experimentele rock
Eind jaren zestig werd het aanbod in de popmuziek allengs diverser. Er werd veel geëxperimenteerd, mede door de verdere verfijning van de basgitaar en de elektrische gitaar. Uitingsvormen hiervan waren onder andere Jimi Hendrix en Pink Floyd. Ook ging de popmuziek op zoek naar haar extremen, zowel in muzikale stijl als levensstijl. Bekende voorbeelden hiervan zijn Velvet Underground en The Doors. Ook lieten bands zich door oude stijlen beïnvloeden; de blues (John Mayall's Bluesbreakers) en de jazz (Soft Machine) en in sommige gevallen ook met de klassieke muziek (Mike Oldfield) en modern klassiek (Frank Zappa).
Tevens werd er geëxperimenteerd met nieuwe jazzstijlen en de soul-muziek kwam op, met name vanwege het succes van Motown.

### Jaren zeventig

#### Glamrock
De eerste helft van de jaren zeventig stond onder andere in het teken van de glamrock of 'glitterrock'. Exponenten daarvan waren T. Rex met onder anderen Marc Bolan, David Bowie, Roxy Music, The Sweet, Gary Glitter, Kiss en Queen.

#### Hardrock
Er ontwikkelde zich een hardere vorm van de rockmuziek. Deze stijl, hardrock genaamd, had zijn roots in de muziek van jarenzestigbands als Small Faces en bluesbands als Fleetwood Mac en The Allman Brothers Band. Bekende bands in dit genre zijn Deep Purple en Led Zeppelin. Kenmerkend zijn de langere nummers waarin de virtuositeit van de bandleden ruim baan krijgt. Black Sabbath vermengde de luide muziekstijl met satanistische thematiek, waarmee zij de grondleggers werden van de heavy metal.

#### Progressieve rock
De tendens van lange composities zet door en leidt tot grote commerciële successen, zoals Pink Floyd geregeld liet zien. De bands in dit genre zijn Genesis, Soft Machine en Rush. Een Duitse stroming was erg actief en werd Krautrock genoemd.

#### Synthesizer
Kenmerkend in de jaren zeventig is dat de synthesizer zijn rol in de popmuziek bestendigt. Al bij de progressieve rock is er vaak een synthesizer onderdeel van het instrumentarium. Er ontstaan ook bands die prominenter musiceren met dit instrument (Kraftwerk, Roxy Music met Brian Eno) en het komt veel terug in de hitparades, mede door de disco.

#### Disco en funk
De tweede helft van de jaren zeventig werd gedomineerd door de disco, een dansgerichte stijl met opvallende kledij, een stevig ritme op een vaste vierkwartsmaat, vocals met veel echo en een prominente baslijn. Belangrijke Amerikaanse groepen waren The Bee Gees, Chic, Village People en The Jackson 5. Belangrijke Europese discoartiesten waren Boney M. en Donna Summer waarbij met name Boney M. vaak wat verwijderd was van de oorsprong, het Amerikaanse geluid. Summer werd vanaf eind jaren zeventig geproduceerd in Amerika maar haar eerste hits zoals I Feel Love en Could It Be Magic waren in Duitsland geproduceerd door Giorgio Moroder en zorgde voor haar doorbraak. Boney M. werd geproduceerd in Duitsland door Frank Farian en verkocht wereldwijd miljoenen platen. De groep werd de succesvolste eurodisco act ooit. Gelijk met de disco kwam ook de Funk op, die meer complexe maatsoorten hanteerden (vaak in zestienden opgedeeld). Bekende funkartiesten zijn James Brown en George Clinton.

#### Punk
De rockmuziek verwijderde zich stilaan van zijn roots, wat zich bijvoorbeeld manifesteerde in het gebruik van ingewikkelde akkoordenschema's en het gebruik van violen (bijvoorbeeld Electric Light Orchestra). Hierdoor ontstond stilaan een tegencultuur, die terug wilde naar rechttoe rechtaan muziek, ritme, en drie akkoorden-schema's zoals in de beatmuziek veel toegepast werd. Dit werd de punk. Origineel bestond de muziek al in de jaren zestig met onder andere MC5 en Iggy Pop met the Stooges als bekendste voormannen. Punk brak echter pas door in 1976. Met de vorm in de jaren zeventig komt opnieuw een maatschappelijke beweging los. Anarchie en punk worden een. De bekendste punkgroep was de Sex Pistols die echter maar een kort leven beschoren was, van 1975 tot 1977. De stroming neemt daarna voornamelijk een underground-profiel aan, maar blijft tot op de dag van vandaag een actieve en invloedrijke subcultuur, waaruit nog vaak elementen gekopieerd worden. Punk ontwikkelt zich in de jaren 80 tot de ultrasnelle hardcore met bands als Dead Kennedys, The Exploited en anderen.

#### Reggae
Nog een stijl die ongeveer gelijktijdig in de jaren zeventig opgang maakte was de reggae onder leiding van Bob Marley.

#### Heavy Metal
Een andere, minder interessant voor de mainstreampopzenders, toch zeer populaire muziekrichting was de heavy metal. met Black Sabbath als proto-voorbeeld en beïnvloed door punk qua tempo, intensiteit en ruigheid, maar met meer aandacht voor technisch spel ontwikkelt de hardrock zich tot de heavy metal. Daar waar punkmuzikanten bewust kiezen voor eenvoudige, primitieve muziek, maken heavymetalbands vaak gebruik van de technische virtuositeit van de bandleden. Deze muziekstijl breekt door na baanbrekend werk van bands als Black Sabbath, Iron Maiden en Judas Priest.

#### ABBA, "Seventies succesvolste"
Een bijzonder populaire groep in de jaren zeventig was ABBA die internationaal doorbrak na winning van het Eurovisiesongfestival in 1974 met het nummer Waterloo. Hun geluid is meestal onafhankelijk van de bovenstaande jaren zeventig muziekstromingen en daarom moeilijk te classificeren. Ook vaak te heavy voor het al in de jaren zestig ontstane Middle of the road en hun sound is slechts incidenteel voornamelijk gebaseerd op, of  onder te brengen bij bijvoorbeeld Folk (Fernando), Rock (On And On And On) of Disco (Voulez-Vous). De groep is nog wel als band of popgroep te bestempelen waarbij aangemerkt moet worden dat tijdens zowel de opnames als bij live concerten aardig wat extra muzikanten ingeschakeld zijn. De meest toepasselijke muzikale benaming is Europop. ABBA had hun succes naast hun sound en herkenbare zang mede te danken aan hun goede visuele presentatie. Veel fans en hun muziek kreeg waardering door allerei groeperingen. Volgbaar waren er amper ABBA haters onder de niet fans en was hun werk door muziekrecensenten onmogelijk als slecht te beschrijven.

### Jaren tachtig
De muziek na de punk wordt wel new wave genoemd, als de nieuwe golf. Deze benaming komt echter snel synoniem te staan als het eveneens zwaar melancholische, maar melodischere 'neefje' van de punk, verwoord door Joy Division, The Cure, The Smiths, Siouxsie and the Banshees. Duran Duran was een van de bands die de newwavemuziek mengden met een uitgekiend imago en toepasselijke videoclips, mode en tieneridool-marketing. Men spreekt ook wel van postpunk in plaats van new wave, maar new wave dekt ook synthpop-bands als OMD, Human League, Depeche Mode en Pet Shop Boys.
New wave was vooral een Europese stroming; Britse, Duitse en, in mindere mate, Franse new wave deed het commercieel erg goed in Europa. Maar ook de Spaanse en Finse muziek uit die tijd typeerde zich met grote newwavescenes. In Amerika ontstond vanuit de punk als tegenhanger van de hardcore de collegerock met bands als Pixies en R.E.M. en een experimentelere variant, de noiserock, voortkomend uit de no wave-stroming, met bands als Sonic Youth.
De sampler en drumcomputer worden uitgevonden en hebben een grote impact op de ontwikkeling van de popmuziek. Vanuit New York ontstaat begin jaren tachtig, totaal onafhankelijk van welke muziekstroming dan ook, een straatcultuur die zich manifesteert in electric boogie, rap en graffitikunst. Midden jaren tachtig ontstaan typische dansmuziekstijlen die in later jaren een grote invloed laten gelden: acid en house. De zware technobeat, een enorm volume en de opkomst van de drug xtc staan model voor de stroming. De dj krijgt een steeds dominantere positie en krijgt dezelfde sterrenstatus als een artiest.
In de tweede helft van de jaren tachtig deed zich het verschijnsel van de nostalgie voor, als reactie op de house en de muziek die met behulp van computers werd gemaakt. Deze hang naar muziek uit de jaren zestig en zeventig uitte zich in de vele sixtiesrevivals, de classic-radiostations, de televisieprogramma's over popartiesten uit het verleden (van wie er velen weer gingen optreden) en de enorme verkoopresultaten van verzamel-cd's van deze muzikanten. Lenny Kravitz is een artiest die inspringt op deze nostalgie.
Tevens zie je vanuit Amerika een stroming mainstream hardrock ontstaan. Men spreekt wel van AOR, stadionrock of spottend Poser rock, vanwege het showelement en de bombast. Bands als Van Halen, Mötley Crüe, Bon Jovi, Europe, Def Leppard en Guns 'n Roses.
Er ontstaat een cross-overgenre tussen rap, funk en heavy metal met bands als The Red Hot Chili Peppers, Primus en het Nederlandse Urban Dance Squad.
Als de belangrijkste artiesten van de jaren tachtig en begin jaren negentig beschouwt men in het algemeen Michael Jackson, Madonna en Prince.
Een andere muziekstijl die al langer bestond en zijn grootste groei in populariteit kende in de jaren tachtig en negentig, is de vermenging met de Latijns-Amerikaanse muziek tot de latin pop.

### Jaren negentig
De grootschalige aandacht voor elektronische dansmuziek met dj's zet in de jaren negentig door en domineert de muziekcultuur. Er zijn echter ook tegenstromingen. Veel dj's worden wereldberoemd.
De jaren negentig beginnen met het vervolg van de grunge, een reactie tegen de oppervlakkige "maskaradepop" uit jaren tachtig. De stroming lokaliseert zich vooral in Seattle, rondom de band Nirvana en haar charismatische voorman Kurt Cobain. Deze band neemt stadsgenoten als Pearl Jam en Soundgarden mee in haar succes, en ook Janes Addiction en Faith No More worden bepalende groepen binnen deze stroming. Het genre betekent echter ook de doodsteek voor de FM-rock uit de jaren tachtig (Europe, Def Leppard). De funkrock van de Red Hot Chili Peppers en aanverwant blijft wel populair en invloedrijk op latere bands. Gedurende de jaren negentig verplaatst het centrum van de rock zich naar Groot-Brittannië door de opkomst van de britpop. Met deze 'Beatlesmuziek in een nieuw jasje' worden vooral Oasis en Blur bekend.
Tegelijkertijd is er ook een wijd scala aan hitparadepop. In het begin van de jaren negentig wordt onder meer het Nederlandse 2 Unlimited en Italiaanse Cappella hiermee bekend. Later weten ook onder meer boybands als Take That, Backstreet Boys en *NSYNC, de girlband The Spice Girls, en Britney Spears voor hypes te zorgen bij met name tieners. Rond de eeuwwisseling is het vooral een moderne variant van r&b en hiphop die de hitparades domineert, aangevoerd door acts als Destiny's Child, R. Kelly, Dr. Dre en Eminem.
Op museaal gebied werden er over de hele wereld initiatieven ondernomen. Zo werd op 1 september 1995 de Rock-'n-Roll Hall of Fame in Cleveland, Ohio (VS), geopend door Yoko Ono. In Nederland waren er de Stichting Popmuseum en de Rock 'n Art Hall of Fame en in juli 2004 werd in Duitsland in Gronau het Rock 'n Popmuseum van Udo Lindenberg geopend.
De tendens die de funkrock uit de eind jaren tachtig initieerde, zet door en ontwikkelt zich in een kruisbestuiving met heavy metal tot Nu-Metal met bands als Korn, Limp Bizkit en Slipknot. Aan het eind van de jaren negentig ontstaat er als reactie op het harde geweld van de 'boze nu-metalbands' een gitaarstroming die geclassificeerd wordt als 'post-rock', als reactie op de hardrockrevival in het begin van de jaren negentig. Ook de lo-fi komt op met bands als Beck en Eels.

### 21ste eeuw
Met behulp van televisieprogramma's als Star Academy, The voice en Idols proberen platenmaatschappijen vanaf 2001 nieuw zangtalent en vooral inkomsten aan te boren. Met name Idols levert wereldwijd allerlei noteringen in de hitparades op.
De danscultuur verandert gaandeweg met de jaren. In de jaren tachtig waren het vaak illegale, kleinschalige parties. Deze werden in de jaren negentig steeds grootschaliger en rond de eeuwwisseling veranderde dat in ware festivals gericht op dit genre. Allerlei dancefestivals komen op of beginnen steeds grotere vormen aan te nemen. Zo kent men in België I Love Techno en in Nederland onder andere Sensation, Dance Valley en Lovefields. Ook Belgische trancegroepen als Milk Inc., Sylver en Nederlandse trance-dj's als Tiësto, Armin van Buuren en Ferry Corsten worden bekend.
Niet alleen de dansmuziek heeft deze tendens. Weliswaar neemt de uitbreiding van dancefestivals toe, maar op kleinschaliger niveau zie je tevens een hang naar livemuziek gespeeld door bands. De mp3 veroorzaakt dat cd- en lp-verkoop dalen en mensen geven minder om hun platenkastcollectie. Als gevolg daarvan stijgen de bezoekersaantallen van live-concerten en festivals worden steeds vaker georganiseerd. In de jaren tachtig waren er enkele tientallen, heden ten dage zijn er alleen al in Nederland jaarlijks een paar honderd festivals. De impact van internet op de omzet van platenmaatschappijen wordt door streaming nog drukkender. Online diensten als Spotify doet zijn entrede en met name grote platenmaatschappijen als Universal en EMI ontslaan veel personeel in de loop van het decennium. Meer dan ooit gebruikt men de term indie. In de jaren 80 werd deze term nog gebruikt voor onafhankelijke bands (independent) die via optredens, zonder platenmaatschappijen, bekend worden, om vervolgens bij hun commerciële doorbraak eigen platenmaatschappijen op te starten of alsnog een platencontract te tekenen. Vanaf midden jaren 00 wordt dat steeds vaker zonder platenmaatschappijen en worden de artiesten bekend via festivals en het internet. Sommige musicologen zijn hierdoor van mening dat de popmuziek steeds minder commercieel wordt, terwijl die in de 20e eeuw alleen maar commerciëler leek te worden.

#### Postpunkrevival
Vlak na de eeuwwisseling is er in de alternatieve muziek ineens sprake van een groep bands die de experimentele koers laten vallen en teruggrijpen naar de muziek van protopunkrockhelden van weleer zoals de Velvet Underground en The Stooges. De bekendste bands van deze post-punkrevival zijn The White Stripes, The Strokes, Franz Ferdinand, Bloc Party, Arctic Monkeys, Yeah Yeah Yeahs.
Sinds 2008 en zelfs vroeger, is er een revival van de synthpop uit de jaren tachtig, als rechtstreeks gevolg van de post-punk revival. La Roux, Little Boots en Ladyhawke zijn hier duidelijke voorbeelden van. Ook de Britse band O Children bracht in 2009 enkele singles uit waarbij ze gebruikmaakt new wave-synthesizers, maar dan vermengt met donkere coldwave. De muziek lijkt zo uit de jaren tachtig geplukt. Met In This Light And On This Evening in oktober 2009, slaan Editors duidelijk ook de richting in van de synthesizerpop.
Tegelijkertijd komt, met name in Amerika, een stroming op die voor polyritmische drums in haar muziek vermengt, bands als Yeasayer, Vampire Weekend, Animal Collective en The Dodos. Men spreekt wel van New Weird America als men het over deze stroming heeft.
Sinds 2007 is er een trend van vrouwelijke singer-songwriters, zoals Katie Melua, Duffy, Adele, Amy Winehouse en Amy Macdonald.

## Distributie
Popmuziek werd in de eerste jaren vooral uitgebracht op grammofoonplaat (vinyl, de vervanger van het zeer kwetsbare schellak). De eerste plaatjes van de popmuziek waren vooral singletjes, met een nummer aan beide kanten, of soms meer (ep). De nummers waren derhalve kort (2 à 3 minuten). In de jaren zestig kwam de langspeelplaat (lp) op, waarin een band meer nummers ten gehore bracht met een totale lengte van drie kwartier of korter. Het singletje werd de promotor voor een lp, maar bleef vanwege de prijs graadmeter voor de populariteit.
De lp's als verzameling van nummertjes werden soms ook conceptalbums, zoals The Beatles met Sgt. Pepper's Lonely Hearts Club Band in 1967 deden.
Midden jaren tachtig kwam de compact disc op de markt. De platenindustrie greep de gelegenheid aan om lp's opnieuw op cd uit te brengen, voor een hogere prijs. De jeugd van toen was inmiddels ouder, kocht alle favoriete muziek opnieuw op cd en de bestaande jeugd werd rijker. Toch bleven de prijzen van cd's even hoog nadat vinyl uit de winkels van de grote platenketens was verdwenen.
De single (cd-single) bleef graadmeter voor de populariteit, omdat die het goedkoopste was.
Midden jaren negentig begon vinyl echter aan een kleine heropleving door een stijgende populariteit van de professionele dj, vooral in het milieu van house, drum and bass, goa en andere muziekvormen met als basis een zware beat. Dit kwam doordat veel van deze dj's liever werken met vinyl, omdat ze naar eigen zeggen de muziek beter aanvoelden en ze dus beter kunnen mixen. Deze hernieuwde interesse voor vinyl ging door in de jaren 2000, waarbij nu ook het grote publiek opnieuw aandacht kreeg voor de langspeelplaat.
Met de nieuwe media kwamen ook nieuwe vormen van de drager eraan: sinds 1994 wordt MP3 gebruikt (en volgens onder andere de platenmaatschappijen misbruikt) door P2P-diensten, zoals Napster en Kazaa. Ook ringtones werden populair voor mobiele telefonie. De winsten van de platenindustrie zakten, en in 2003 maakten zij voor het eerst meer winst op ringtones dan op cd-singles. De platenbonzen werden angstiger voor hun toekomst. Zij noemden als voornaamste bedreiging de toenemende piraterij; de consument klaagde vooral over de hoge prijzen. De eerste succesvolle legale muziekdiensten in 2003 waren Weblisten en de iTunes Store (iTS).
De marketing rondom popmuziek is in de loop der jaren veranderd. Aan het begin van de eenentwintigste eeuw werd vooral de website MySpace steeds populairder onder bands, en verschillende artiesten vergaarden hier hun bekendheid alvorens de sprong naar de mainstreammedia te maken. Twee voorbeelden daarvan zijn Arctic Monkeys en Lily Allen. Ook andere websites, zoals PureVolume (onder andere Panic! at the Disco) boden beginnende bands een springplank.
Verder experimenteerde de artiest Prince met nieuwe verkoopmodellen. In 2005 kwam hij op 1 binnen in de hitlijsten van Amerika mede omdat de cd wordt verkocht samen met entreekaartjes voor zijn tournee, en in 2007 sloot hij een deal met de Britse zondagskrant The Mail on Sunday die het album op 15 juli uitgebracht als gratis cd bij de krant.